# Conducció tèrmica
La conducció tèrmica o conducció de calor és un mecanisme d'energia tèrmica entre dos sistemes basat en el contacte directe de les seues partícules que tendeixen a igualar la seva temperatura o estat d'excitació tèrmica.
Els mecanismes de transferència d'energia tèrmica són: 
- Conducció tèrmica
- Convecció tèrmica
- Radiació tèrmica

La conductivitat tèrmica és una propietat dels materials que valora la capacitat de conduir la calor a través d'ells.
El seu valor és gran en metalls i en general en cossos continus; i és baixa en els gasos (tot i que pot fer-se mitjançant els electrons lliures) i en materials iònics i covalents; és molt baixa en alguns materials especials com la fibra de vidre. Aquestos materials tan poc conductors reben el nom d'aïllants tèrmics.
Perquè existisca conducció tèrmica cal una substància com a medi (és a dir, un medi de transmissió). Per aquesta raó, la conductivitat tèrmica és molt baixa a ambients on s'ha practicat un buit elevat i completament nul·la al buit absolut.
La conducció de calor  és un mecanisme de transferència d'energia tèrmica entre dos sistemes basat en el contacte directe dels seus partícules sense flux net de matèria i que tendeix a igualar la temperatura dins d'un cos i entre diferents cossos en contacte per mitjà d'ones.
La conducció de la calor és molt reduïda en l'espai buit i és nul en l'espai buit ideal, espai sense energia.
El principal paràmetre depenent del material que regula la conducció de calor en els materials és la conductivitat tèrmica, una propietat física que mesura la capacitat de conducció de calor o capacitat d'una substància de lliurar el moviment cinètic de les seves molècules a les seves pròpies molècules adjacents o altres substàncies amb les que està en contacte. La inversa de la conductivitat tèrmica és la resistivitat tèrmica, que és la capacitat dels materials per oposar-se al pas de la calor.

## Llei de Fourier
Els mecanismes de transferència d'energia tèrmica són de tres tipus:
- Conducció tèrmica
- Convecció tèrmica
- Radiació tèrmica

La transferència d'energia o calor entre dos cossos diferents per conducció o convecció requereix el contacte directe de les molècules de diferents cossos, i es diferencien en el fet que a la primera no hi ha moviment macroscòpic de matèria mentre que en la segona si n'hi ha. Per a la matèria ordinària la conducció i la convecció són els mecanismes principals en la "matèria freda", ja que la transferència d'energia tèrmica per radiació només representa una part minúscula de l'energia transferida. La transferència d'energia per radiació augmenta amb la quarta potència de la temperatura ( T   4 ), sent només una part important a partir de temperatures superiors a diversos milers de kèlvins.

Llei de Fourier.

És la forma de transmetre la calor en cossos sòlids; s'escalfa un cos, les molècules que reben directament la calor augmenten la seva vibració i xoquen amb les que les envolten, aquestes al seu torn fan el mateix amb les seves veïnes fins que totes les molècules del cos s'agiten, per aquesta raó, si l'extrem d'una vareta metàl·lica s'escalfa amb una flama, transcorre un temps fins que la calor arriba a l'altre extrem. La calor no es transmet amb la mateixa facilitat per tots els cossos. Hi ha els anomenats "bons conductors de la calor", que són aquells materials que permeten el pas de la calor a través d'ells. Els "mals conductors o aïllants" són els que oposen molta resistència al pas de calor.
La conducció tèrmica està determinada per la llei de Fourier. Estableix que la taxa de transferència de calor per conducció en una direcció donada, és proporcional a l'àrea normal a la direcció del flux de calor i al gradient de temperatura en aquesta direcció.

{\displaystyle {\frac {dQ_{x}}{dt}}=-kA{\frac {\partial T}{\partial x}}}

On:
{\displaystyle {\frac {dQ_{x}}{dt}}} és la taxa de flux de calor que travessa l'àrea  A  en la direcció x
{\displaystyle k\,} (o {\displaystyle \lambda }) és una constant de proporcionalitat anomenada conductivitat tèrmica
{\displaystyle T\,} és la temperatura.
{\displaystyle t\,} el temps.

## Conductivitat tèrmica
La conductivitat tèrmica és una propietat intrínseca dels materials que valora la capacitat de conduir la calor a través d'ells. El valor de la conductivitat varia en funció de la temperatura a la qual es troba la substància, de manera que solen fer els mesuraments a 300 K per tal de poder comparar uns elements amb altres.
És elevada en metall és i en general en cossos continus, i és baixa en els gas és (tot i que en ells la transferència pot fer a través de electrons lliures) i en materials iònics i covalents, sent molt baixa en alguns materials especials com la fibra de vidre, que s'anomenen per això aïllants tèrmics. Perquè hi hagi conducció tèrmica cal una substància, per això és nul en el buit ideal, i molt baixa en ambients on s'ha practicat un buit elevat.
En alguns processos industrials es treballa per incrementar la conducció de calor, bé utilitzant materials d'alta conductivitat o les configuracions amb un elevat zona de contactes. En altres, l'efecte buscat és just el contrari, i es vol minimitzar l'efecte de la conducció, per al que es fan servir materials de baixa conductivitat tèrmica, buits intermedis, i es disposen en configuracions amb poca zona de contactes.
El coeficient de conductivitat tèrmica (λ) Representa la quantitat de calor (energia) necessària per unitat de temps mesura en watts per metre quadrat de superfície que ha de travessar en forma perpendicular, perquè travessant durant la unitat de temps, un gruix d'1 m de material homogeni s'obtingui una diferència d'1 °C de temperatura entre les seves dues cares. Tot això en un sistema que es troba en estat estacionari és a dir on el camp de temperatures no varia al llarg del temps.
La conductivitat tèrmica s'expressa en unitats de W/m·K (J/s · m * ° C).
La conductivitat tèrmica també pot expressar-se en unitats de British thermal units per hora per peu per grau Fahrenheit (BTU/h · ft · ° F). Aquestes unitats poden transformar-se a W/m·K utilitzant el següent factor de conversió: 1 BTU/h · ft · ° F = 1,731 W/m·K.